# Red River Blue
Red River Blue é o sexto álbum de estúdio pelo cantor norte-americano Blake Shelton, lançado a 12 de Julho de 2011 pela editora discográfica Warner Bros. Records. Alcançou a primeira posição na tabela musical Billboard 200, com 116 mil cópias vendidas na sua semana de estreia.